# Trichogramma pangi
Trichogramma pangi är en stekelart som beskrevs av Lin 1987. Trichogramma pangi ingår i släktet Trichogramma och familjen hårstrimsteklar. Inga underarter finns listade i Catalogue of Life.